# Шаумбург (графство)
Графство Шаумбург (нем. Grafschaft Schaumburg), также известное как Шауэнбург — феод в составе Священной Римской империи, который располагался на территории современной Нижней Саксонии. Его территория частично соответствует району Шаумбург.

## История
Шаумбург возник как средневековое графство, которое было основано в начале 12 века. Оно было названо в честь замка Шауэнбург, расположенного недалеко от города Ринтельн на реке Везер. Первым графом Шауэнбурга в 1106 году стал Адольф I.
В 1110 году Адольф, получил от Лотаря II, земли Гольштейна и Штормара, включая Гамбург, в качестве феодальных владений. Впоследствии, дому Шаумбургов также принадлежали графства Гольштейн, Гольштейн-Итцехо, Гольштейн-Киль, Гольштейн-Пиннеберг (до 1640 г.), Гольштейн-Плен, Гольштейн-Зегеберг и Гольштейн-Рендсбург (до 1460 г.), а позже герцогство Шлезвига.
За время своего правления граф Адольф IV основал города Штадтхаген и Ринтельн.
С 1500 года графство Шаумбург принадлежало Вестфальскому округу Священной Римской империи.
После смерти в 1640 году граф Отто V не оставил наследников, что привело к исчезновению дома Шаумбургов. Графство Гольштейн-Пиннеберг было объединено с герцогством Гольштейн. Графство Шаумбург было разделено между наследниками Шаумбургов на три части: одна вошла в состав герцогства Брауншвейг-Люнебург княжества Люнебург, другая часть стала графством Шаумбург-Липпе, а восточная территория сохранила название графство Шаумбург, которым в личной унии правил Гессен-Кассель. Все три части теперь относились к земле Нижняя Саксония.
Когда район Шаумбург был образован в федеральной земле Нижняя Саксония в 1977 году, было принято решение использовать герб графов Шаумбург.

## Графы Шауэнбурга
- 1106—1130 Адольф I
- 1130—1164 Адольф II
- 1164—1225 Адольф III
- 1225—1238 Адольф IV
- 1238—1290 Герхард I
- 1290—1315 Адольф VI
- 1315—1354 Адольф VII
- 1354—1370 Адольф VIII
- 1370—1404 Отто I
- 1404—1426 Адольф IX
- 1426—1464 Отто II (1400—1464)
- 1464—1474 Адольф X (1419—1474)
- 1474—1492 Эрих (1420—1492)
- 1492—1510 Отто III (1426—1510)
- 1510—1526 Антоний (1439—1526)
- 1526—1527 Иоанн IV (1449—1527)
- 1527—1531 Йобст I (1483—1531)
- 1531—1560 гг. Иоанн V (совместное правление со своим братом Отто IV с 1544 г.)
  - 1531—1581 гг. Йобст II (ок. 1520—1581) правил Герршафтом Гемена.
- 1544—1576 Отто IV (1517—1576), принц-епископ Хильдесхайма в 1531—1537 годах как Отто III, обратился в учение Мартина Лютера и начал Реформацию в 1559 году вместе со своим братом Иоанном V до 1560 года.
- 1576—1601 Адольф XI (1547—1601)
- 1601—1622 Эрнст (1569—1622)
- 1622—1635 Йобст Герман (1593—1635)
- 1635—1640 Отто V (1614—1640)